# (11309) Malus
Pour les articles homonymes, voir Malus.
(11309) Malus est un astéroïde de la ceinture principale.

## Description
(11309) Malus est un astéroïde de la ceinture principale. Il fut découvert par Eric Walter Elst le 15 août 1993 à Caussols. Il présente une orbite caractérisée par un demi-grand axe de 2,96 UA, une excentricité de 0,106 et une inclinaison de 6,97° par rapport à l'écliptique.
Il fut nommé en hommage à Étienne Louis Malus (1775-1812), physicien français qui découvrit la polarisation de la lumière réfléchie.

## Compléments